# Banovina
Banovina (također Banska krajina, Banska zemlja i Banija), kraj je u središnjoj Hrvatskoj, u Sisačko-moslavačkoj županiji, između Save, donjeg toka rijeke Kupe, Une i Gline, te takozvane „suhe međe“ prema Bosanskoj krajini.

## Ime
Ozemlje se isprva zvalo Petrinjska ili Kupska krajina. Gradačko vijeće poticalo je pobune stalno doseljenih Vlaha protiv bana. Zbog tih nereda i nemira Leopold I. tek 1704. predaje konačno tu krajinu u vlast bana, i od tada se ono zove Banska krajina. Naziv ovoga povijesnoga ozemlja potječe od riječi ban. Tvorbeno su ispravne obje riječi. Nastale su dodavanjem nastavka -ija, što označava ozemlje pod upravom određenoga dužnosnika (kao biskup – ija, pukovn – ija, župan – ija, major – ija), odnosno dodavanjem nastavka -ina posvojnomu pridjevu, što označava pripadnost područja (kao domov – ina, djedov – ina, knežev – ina, plemenšč – ina) Naziv Banovina potječe iz stanja u tome kraju kakvo je bilo od 16. stoljeća, kad je dio današnjega područja oko Kupe i Save postao dijelom obrambenoga pojasa od Karlovca do Ivanić-Grada pod zapovjedništvom hrvatskoga bana. Kasnijim širenjem opsega ove povijesne hrvatske pokrajine pojavljuje se novi naziv Banija koji postaje dominantan poslije utjelovljenja banovine Hrvatske i osobito poslije Drugoga svjetskog rata kada se naziv Banovina potpuno istiskuje. Poslije demokratskih promjena naziv Banovina stječe širu porabu u javnim medijima i na zemljovidima, te postaje običniji (čit. češći) u izvornih govornika.

## Zemljopis
Banovina je rubni prostor Panonske nizine, smješten jugozapadno od sisačke Posavine, a obilježen je brežuljkastim krajolikom, prosječne visine od 300 m. Najviši je vrh na Zrinskoj gori (615 m). Doline presijecaju manji vodeni tokovi, a veliki je dio toga područja pod šumama. Banovina ukupno obuhvaća 1803 km².

## Povijest

### Srednji vijek
U srednjemu vijeku ovo je ozemlje bilo u sastavu starohrvatske župe Gora ili Gorske župe u kojoj su bili starohrvatski srednjovjekovni gradovi: Petrinja (oko 15 km južnije od današnjeg istoimenog grada) koja je 1240. dobila povlastice grada, potom Dubica, Kostajnica, Gora, Glina, Toplica (današnje Topusko), te utvrde Zrin, Gvozdansko, Hrastovica, Čuntić, Klinac grad, Pecki, Vinodol, Blinja, Veliki i Mali Gradac, Pedalj, Komogovina i druge. Utvrde Zrin i Gvozdansko (uz rudnik željeza) od 1346. pripadaju plemićkoj obitelji Zrinski.

### Borbe s Turcima
Pred turskom opasnošću u ovom je kraju od triju nekadašnjih slavonskih županija - Goričke, Gorske i Dubičke - stvorena krajina koja se najprije zvala Petrinjska ili Kupska krajina i do druge polovice 15. stoljeća pripada Blagajskim knezovima, a potom zagrebačkom Kaptolu, da bi u 16. stoljeću postala dijelom Hrvatske krajine. To je područje, naime, imalo osobiti značaj za obranu Zagreba, pa je stavljeno pod izravnu ingerenciju hrvatskog bana. Odatle potječe i ime čitavog područja: Banalia confinia. Kasnije će ovo područje pod vlašću bana biti prošireno te će obuhvaćati osim područja od Karlovca do Ivanića i zemlju oko rijeke Une. Ozemlje do rijeke Une stavljeno je pod nadzor Banske vlasti nakon Mira u Srijemskim Karlovcima, radi bolje obrane grada Zagreba.
Jačanjem Osmanskog Carstva, u drugoj polovici 16. stoljeća dijelovi Banovine postupno padaju pod njihovu vlast. Tako 1556. Turci osvajaju Kostajnicu, a 1578. Gvozdansko. Nakon pada Bihaća 1592. i prilikom priprema za bitku kod Siska, turska vojska gradi novu Petrinju na njezinu današnjem mjestu, nakon što je ona stara spaljena odlukom Hrvatskog sabora. Nakon ponovnog oslobađanja Petrinje 1596., ovaj grad postaje polazišnom točkom za oslobađanje ostatka Banovine.
Od kraja 16. stoljeća u ovom se području naseljavaju izbjeglice iz krajeva što su ih zauzeli Turci i to Hrvati, Srbi i Vlasi koji će postati krajiškom vojskom i imati poseban status u odnosu na seljačko kmetsko stanovništvo.
Na ovom su području tada dvije regimente, petrinjska i glinska, a kapetanije su u Kostajnici, Glini, Dubici i Zrinu. Banskom vojskom zapovijedao je podkapetan izravno odgovoran banu, no kako ban nije imao dovoljno novca Petrinjska kapetanija pripala je Slavonskoj krajini i Bečkom ratnom vijeću sve do 18. stoljeća.
Kako su se o izgradnji i obnovi utvrda i cesta na tom području brinuli i staleži unutarnje Austrije, nastajale su brojne razmirice između njih i hrvatskih staleža na čelu s banom koji su nastojali Banovinu što snažnije povezati s Varaždinskom i Karlovačkom krajinom, dok su austrijski staleži poticali pobune koloniziranih krajišnika protiv banske vlasti. Najveće bune dogodile su se 1730. i 1751. Ipak, već je car i kralj Leopolda I. 1704. potvrdio bansku vlast na tom području. 1750. – posebnom carskom diplomom, Banska se krajina dijeli na Petrinjsku i Glinsku pukovniju u kojima vlast imaju hrvatski staleži, a ban imenuje sve časnike, osim pukovnika.

### Slabljenje turske opasnosti
Krajem 17. stoljeća smanjena je opasnost turskih napada, a 1703. dolazi i do širenja Banske krajine te se težište obrane s Kupe prebacuje na Unu. Potkraj 18. stoljeća Banska, Hrvatska i Slavonska krajina imaju jedinstveno zapovjedništvo u Zagrebu. U vrijeme Napoleonovih osvajanja Banovina pripada Ilirskim pokrajinama (1809. – 1813.), a potom se vraća u sastav Habsburške Monarhije. 15. lipnja 1873. ukidaju se Glinska i Petrinjska pukovnija, a na Banovini se uvodi civilna uprava. 1881. konačno se potpuno sjedinjuje s Hrvatskom.

### Promjena demografskog sastava
Krajem 19. i početkom 20. stoljeća mnogi se stanovnici Banovine, uglavnom Hrvati, iseljavaju u Ameriku, a veće napetosti između Hrvata i Srba u tom području nastaju nakon Prvog svjetskog rata i stvaranja prve Jugoslavije. Još će veće nezadovoljstvo Hrvata izazvati pripajanje nekih dijelova Banije Vrbaskoj banovini (1929. – 1941.). Vrhunac sukoba događa se u Drugom svjetskom ratu.

### Drugi svjetski rat
Banovina je u Drugom svjetskom ratu bila dio Nezavisne Države Hrvatske. 22. lipnja 1941. sisački komunisti osnovali su Prvi sisački partizanski odred (vidi: Dan antifašističke borbe) koji će ubrzo svoje sigurno utočište naći na Banovini gdje se razvio otpor stanovništva protiv Talijana, Nijemaca i ustaša. Od jeseni 1943. partizani kontroliraju veći dio Banovine s gradom Glinom.

### U drugoj Jugoslaviji
Pobjeda partizana 1945. dovela je i do represije nad ustašama, četnicima i domobranima, a neka hrvatska naselja koja su doživjela teške napade još 1943. sada su raseljena. Osobito se tu spominju Zrin, Joševica i Gvozdansko. Kroz cijelo poslijeratno razdoblje Banovina je dio SR Hrvatske te pripada sisačkoj regiji koja je prošla kroz različite organizacijske oblike.

### U Domovinskom ratu
U vrijeme Domovinskog rata Banovina se vrlo rano našla u središtu pobune srpskoga stanovništva poticanog od strane JNA i pomagača iz Srbije te je došlo do čišćenja svega nesrpskog stanovništva, osobito u područjima uz rijeku Kupu i Savu te u hrvatskim enklavama. Među prvima stradala su hrvatska sela kod Petrinje (Dragotinci, Kraljevčani, Čuntić) a potom i mješovita sela iz Pounja. Okupiranje je nastavljeno s Glinom i Kostajnicom.
Banovina je jedan od najvećih stradalničkih krajeva. Zbog velikosrpske pobune i velikosrpske agresije,  54% ozemlja županije bilo je okupirano, te od velikosrpskog agresora protjerano 50.000 Hrvata i 4000 stanovnika drugih nacionalnosti. Do 24. svibnja 2019., na Banovini je pronađeno 37 masovnih grobnica, ekshumirano 570 osoba od kojih je 430 identificirano. 361 osoba još se vodi kao nestala. Civilne žrtve mahom su bile nemoćne starije osobe i obitelji. Narav rata oslikava brojka da je ubijeno tri puta više civila od vojnika i policajaca, njih 1600.
Operacijom „Oluja“, 4. kolovoza 1995. dio prethodno okupiranoga područja Banovine vraćen je pod hrvatsku vlast ostvarujući time teritorijalnu cjelokupnost Banovine u Republici Hrvatskoj, a većina srpskoga stanovništva je napustila Banovinu te izbjegla prema Bosni i Hercegovini i prema Srbiji.

### Potres 2020.
Banovinu je 29. prosinca 2020. pogodio potres jačine 6,2 po Richteru.

## Stanovništvo
Najveći dio stanovništva Banovine predstavlja ruralno stanovništvo koje se bavi poljodjelstvom i stočarstvom, osobito uzgojem svinja i goveda. Demografski gledano, ovo je područje izrazito depopulacijsko i emigracijsko, a demografski porast zabilježen je samu između 1948. i 1953. Grad Petrinja tu se ističe kao imigracijsko područje, prvotno zbog industrije (mesna i drvna industrija). Ukupno, Banovina ima oko 88.100 stanovnika od čega Hrvati čine većinu, oko 75% stanovništva.

## Spomenici i znamenitosti
Iako je većina starih utvrda Banske krajine uništena, a građa je rabljena kao građevinski materijal, do danas su se održale utvrde na brdima poput Zrina i Gvozdanskog, dok su od utvrda u Čuntiću, Peckome i Klinac gradu ostale kule.  Tu je još i utvrda na otoku na Uni u Hrvatskoj Kostajnici. Ovu su utvrdu prvotno izgradili Turci, a obnovila ju je krajiška uprava nakon izgona Turaka.
Vrijedni primjerci sakralne arhitekture iz 18. stoljeća postojali su u Petrinji, Glini i Hrvatskoj Kostajnici, no mnoge su te crkve stradale u Drugom svjetskom ratu i za okupacije u vrijeme Domovinskog rata. Do temelja je srušena crkva sv. Lovre u Petrinji iz 1780. godine, minirane su crkve sv. Antuna i župna crkva sv. Nikole u Kostajnici, sv. Ivana Nepomuka u Gori, franjevački samostani u Kostajnici i u Čuntiću. Nakon operacije Oluja neke od ovih građevina ponovno su izgrađene ili obnovljene.